# Фридель, Кристиан
Кристиан Фридель (род. 9 марта 1979, Магдебург, ГДР) — немецкий актёр театра и кино, режиссёр и музыкант. Помимо работы в театрах Дрездена и Дюссельдорфа, а также вместе со своим музыкальным ансамблем Woods of Birnam, известен благодаря главным ролям в фильмах «Белая лента», «Взорвать Гитлера», как и участию в телесериале «Вавилон-Берлин».

## Биография
Кристиан Фридель сначала играл в Магдебурге в Театре им. Максима Горького. С 2001 по 2004 год учился в школе Отто Фалькенберга в Мюнхене, а затем играл в Баварском государственном театре и в Мюнхенском камерном театре. Позже стал членом труппы Ганноверского театра.
В 2009 году стал членом труппы Дрезденского государственного драматического театра. Летом 2013 года у него закончился постоянный контракт, но он по-прежнему выступает там в качестве приглашённого артиста. Среди последних работ: Макбет в одноименной трагедии Шекспира (2022), Дориан в одноимённом спектакле Роберта Уилсона (2023) и др.
В фильме «Белая лента» сыграл роль сельского учителя. В 2009 году этот фильм был удостоен Золотой пальмовой ветви в Каннах и в 2010 году получил награды в десяти категориях Немецкого киноприза. Он снимался также в фильме «Русская дискотека» (2012), исполнил одну из главных ролей в фильме «Безрассудная любовь» (2014), а также роль Георга Эльзера в фильме «Взорвать Гитлера» (2015). В 2016 году он сыграл основателя фирмы adidas Ади Дасслера в телефильме «Дасслеры», а в 2017 году — полицейского фотографа в сериале «Вавилон-Берлин».
Как музыкант (фортепиано, вокал, композиция) выпустил в 2011 году мини-альбом. В 2011 году вместе с четырьмя музыкантами из группы Polarkreis 18 основал группу Woods of Birnam, дебютный альбом которой вышел 7 ноября 2014 года.
С ноября 2012 года по январь 2019 года 109 раз выходил на сцену в заглавной роли в спектакле «Гамлет» в Дрезденском государственном театре. Его группа Woods of Birnam также выступала с концертами. В 2016 году в Государственном театре Дрездена состоялась премьера постановки «В поисках Уильяма» с участием Woods of Birnam.
Как приглашённый актёр играл в Дюссельдорфском театре в спектакле Роберта Уилсона «Песочный человек» по Э. Т. А. Гофману и вместе со своей группой в спектакле «1984» по Оруэллу.
Фридель работает также режиссером в Немецком театре в Геттингене.
Кристиан Фридель живёт в Дрездене.

## Награды
- 2010 — Премия Эриха Понто.
- 2015 — Номинация на Немецкий киноприз 2015 года в категории «Лучшая мужская главная роль» за роль Георга Эльзера в фильме «Взорвать Гитлера».
- 2015 — Номинация на Европейский киноприз 2015 года в категории «Лучшая мужская главная роль» за роль Георга Эльзера в фильме «Взорвать Гитлера».
- 2015 — Немецкий режиссерский приз «Метрополис» Федерального союза режиссеров в категории «Лучшая мужская ведущая роль» за роль Георга Эльзера в фильме «Взорвать Гитлера».

## Театральные роли
- Вильгельм Мейстер (Вильгельм Мейстер)
- Пер Гюнт (Пер Гюнт)
- Дон Карлос (Дон Карлос)
- Кэтхен из Гейльбронна (Готшальк)
- Царь Эдип (царь Эдип)
- Землетрясение в Чили
- Гедда Габлер (Йорган Тесман)
- Венецианский купец (Порция)
- Трехгрошовая опера (Макхит)
- Гамлет (Гамлет)
- Гадкие утята (Фредо)
- Карьера Артуро Уи (Артуро Уи)
- Песочный человек (Натаниэль)
- 1984 (Большой брат / Чаррингтон)

## Фильмография
- 2009 — Белая лента
- 2011 — Цыплёнок с черносливом
- 2012 — Русская дискотека
- 2012 — Конец запрета на охоту
- 2013 — Генетический материал
- 2014 — Безрассудная любовь
- 2014 — Избранные
- 2015 — Взорвать Гитлера

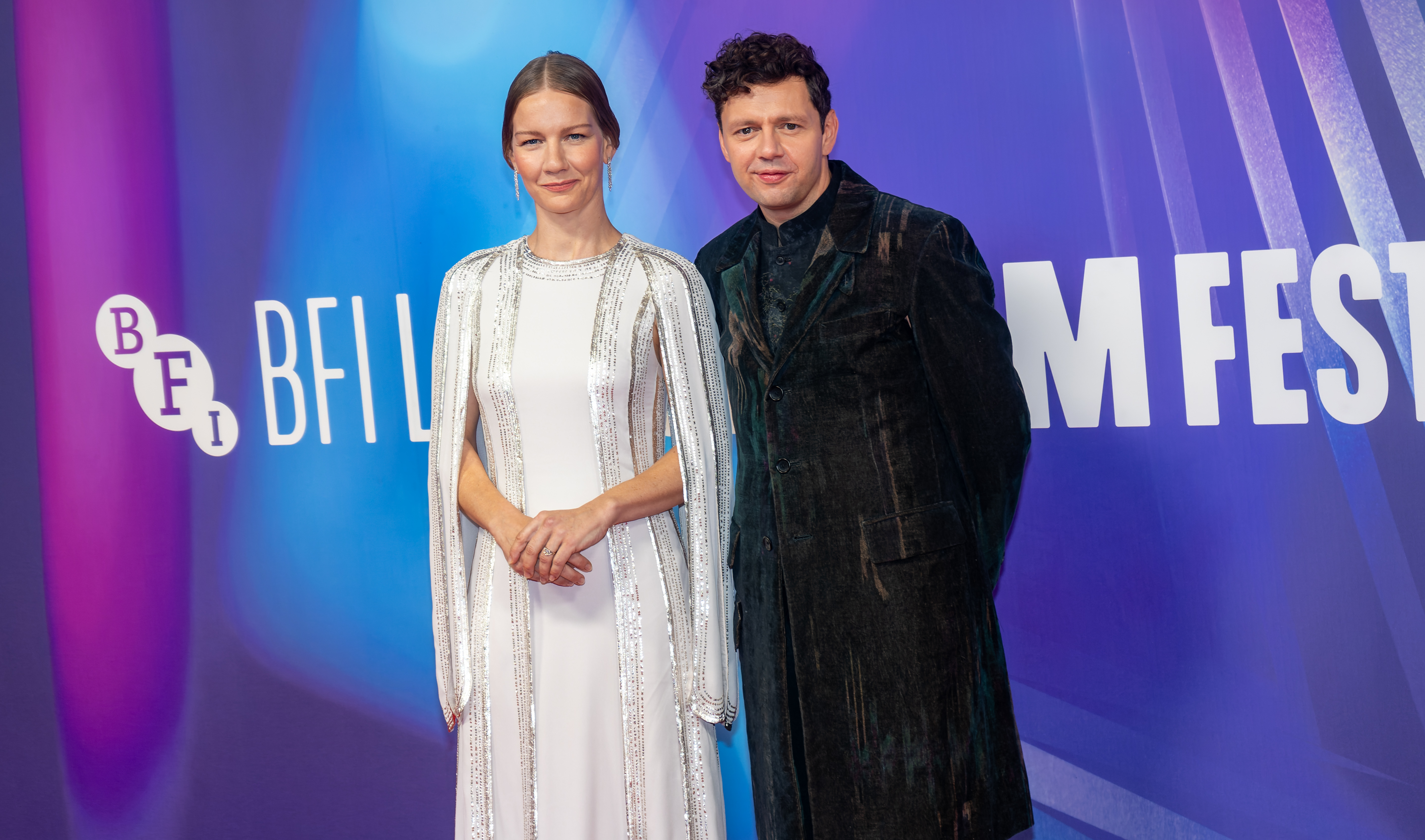
Критиан Фридель и Сандра Хюллер на премьере фильма «Зона интересов», 2023

- 2015 — Телефон полиции — 110: Буря в голове
- 2016 — Дасслеры — пионеры, братья и соперники
- 2017 — Сахарный песок
- с 2017 — Вавилон-Берлин (телесериал)
- с 2018 — Парфюмер (телесериал)
- 2018 — Анджело
- 2023 — Зона интересов

## Дискография
- The Closer EP, 2011 год

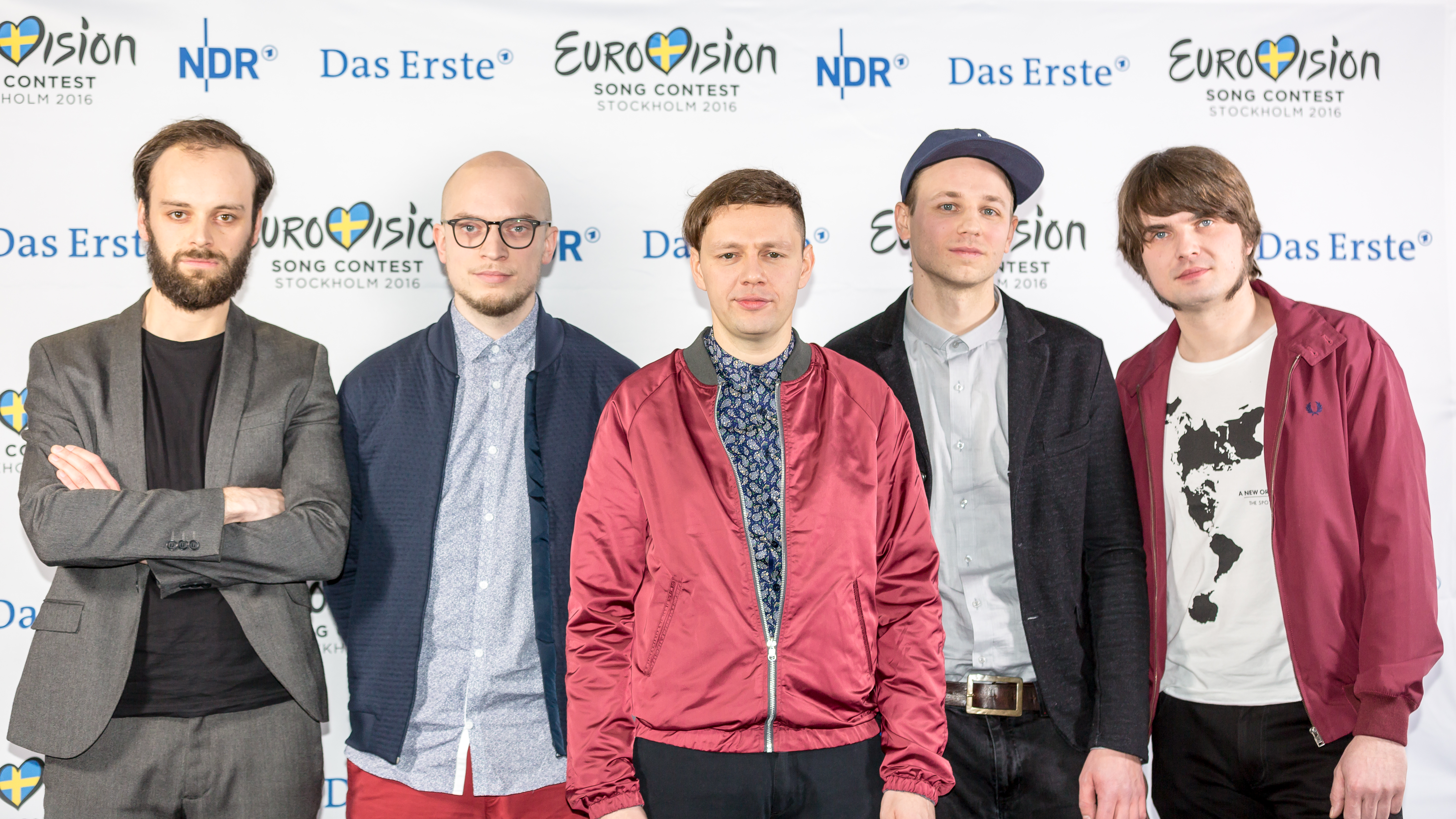
Кристиан Фридель со своей группой "Woods of Birnam"

- The Healer EP, 2012 (вместе с Woods of Birnam)
- Hamlet Live EP, 2013 (с лWoods of Birnam)
- Лес Бирнама, 2014 (с Woods of Birnam)
- В поисках Уильяма, 2017 (совместно с Woods of Birnam)
- Грейс, 2018 (совместно с Woods of Birnam)
- Как услышать картину, 2020 (вместе с Woods of Birnam)

## Радио
- 2014: Атлас отдаленных островов (MDR Figaro)